# Ante d'organo con santi

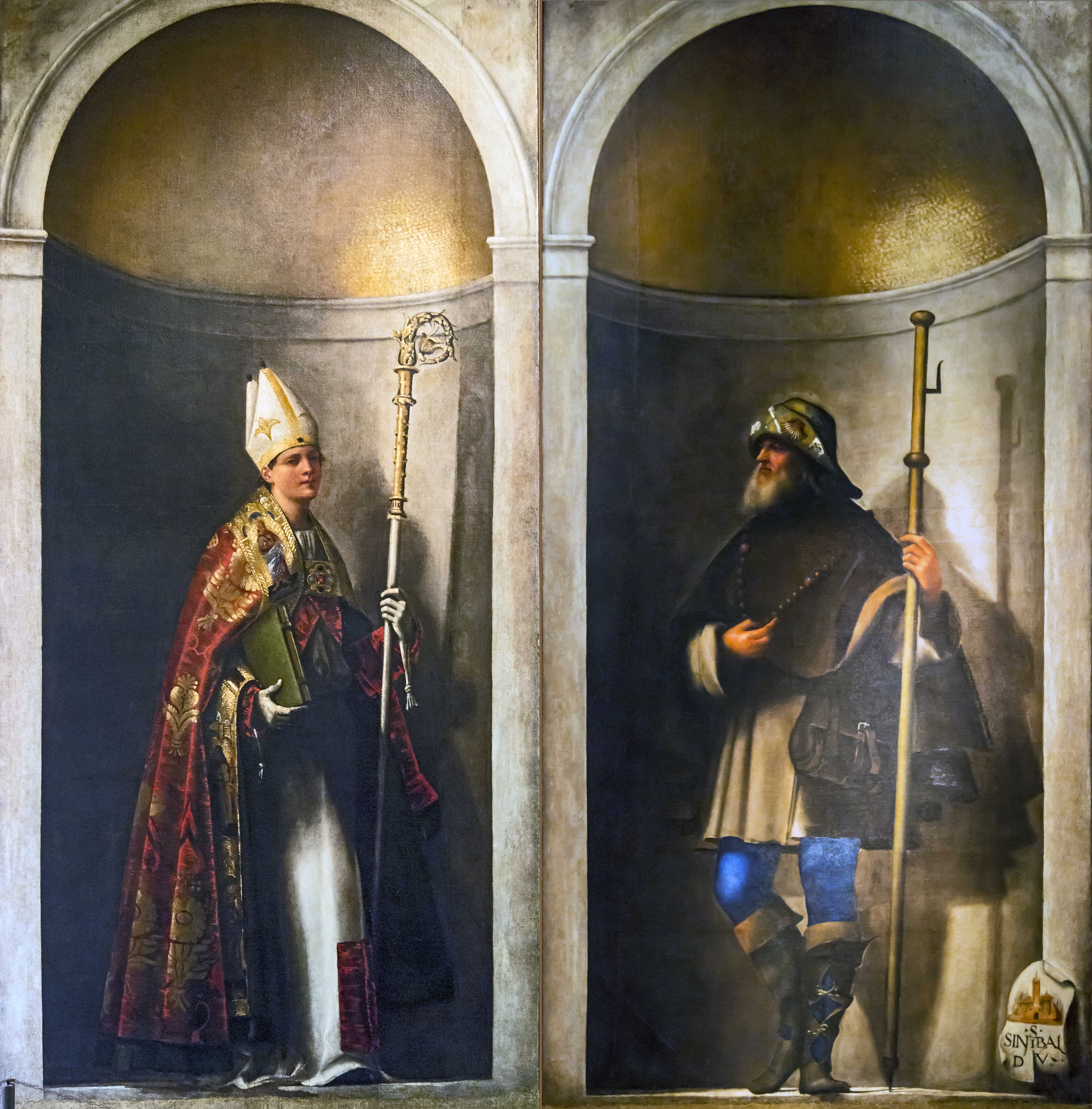
Ante aperte

Le Ante d'organo con santi sono una coppia di dipinti fronte/retro a olio su tela (293x137 cm ciascuna), di Sebastiano del Piombo, databili al 1509 circa e conservate nella gallerie dell'Accademia, con provenienza dalla chiesa di San Bartolomeo a Venezia.

## Storia
La pittura delle ante venne commissionata da Alvise Ricci, vicario della chiesa dal 1507 al 1509, probabilmente con la partecipazione anche dei mercanti tedeschi che frequentavano la chiesa (da cui la presenza di san Sinibaldo, patrono di Norimberga). 
Fu una delle prime opere da "solista" di Sebastiano. Rimaste sempre nella chiesa, furono oggetto di restauri e ridipinture che hanno reso più difficile la lettura della superficie pittorica.

## Descrizione e stile
Le ante chiuse mostrano i santi Bartolomeo e Sebastiano sotto un arco classico, tra colonne addossate ai piloni e su sfondo scuro; una delle colonne ha anche una funzione narrativa, infatti vi è legato Sebastiano, che subì il martirio venendo appunto crivellato di frecce mentre era legato.
Le ante aperte mostrano i santi Ludovico da Tolosa e Sinibaldo, che emergono con strabiliante forza plastica da nicchie in penombra, con la calotta ricoperta da mosaici dorati secondo lo stile bizantino-veneziano, che era già stato citato in pale d'altare da Giovanni Bellini. 
Notevole è la descrizione dei dettagli (la ricca pianeta del vescovo Ludovico, l'abbigliamento da pellegrino di Sinibaldo), con una tavolozza accesa e squillante. La fusione tra soggetti e spazio, operata tramite l'atmosfera sfumata e avvolgente, rimanda alla scuola di Giorgione, così come il sentimento di silenziosa contemplazione.